# Kirchweihe (VELKD)

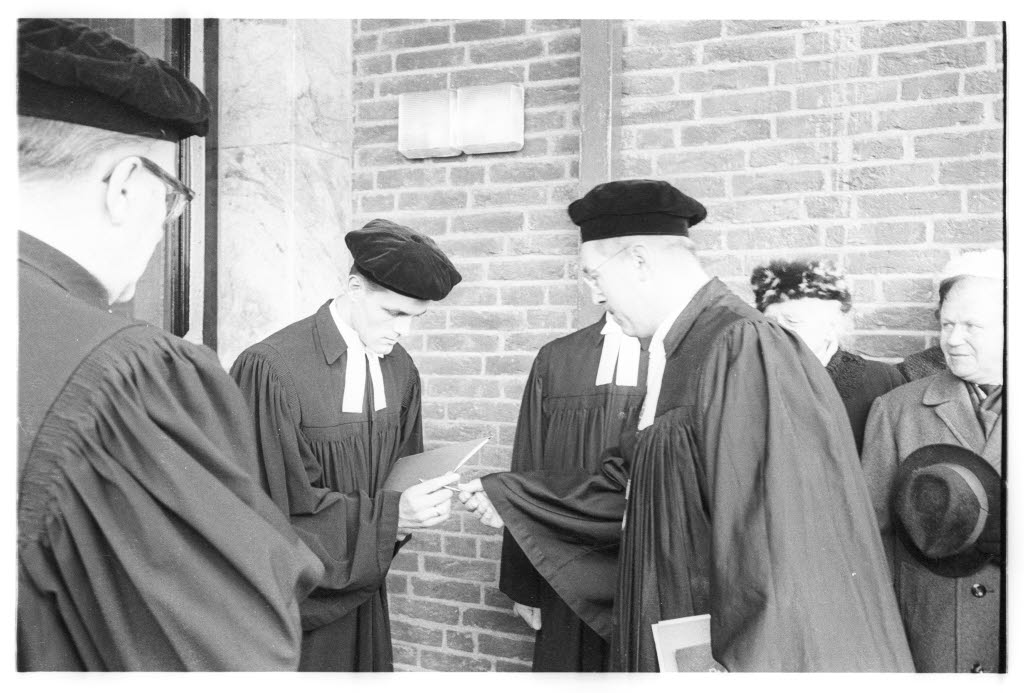
Der Holsteiner Bischof Friedrich Hübner übergibt den Kirchenschlüssel an den Pfarrer der Andreas-Gemeinde in Wellingdorf (1965)

Als Weihe einer Kirche wird in den Agendenwerken der Vereinigten Evangelisch-Lutherischen Kirche Deutschlands (VELKD) die Indienstnahme eines Gebäudes für den evangelischen Gottesdienst bezeichnet. Sie wird biblisch begründet mit 1 Tim 4,5 .
Das moderne Verständnis der evangelischen Kirchweihe ist in den 1856 in Dresden (Konferenz der evangelisch-lutherischen Kirchenregimente) beschlossenen Grundsätzen niedergelegt, die 1862 von der Eisenacher Konferenz übernommen wurden. Demnach ist die Kirchweihe die Aussonderung eines Gebäudes zum kirchlichen Gebrauch (dedicatio); diese verleiht dem Kirchenraum keine übernatürlichen Eigenschaften (also keine consecratio). Explizit heißt es 1856: „Weiheformeln von operativer Fassung sind nicht zu gebrauchen, sondern die Weihung geschieht durch das Weihegebet.“
Einzelne Agenden des 19. Jahrhunderts enthielten allerdings „operative“ Weiheformeln, so die durch Christian Friedrich von Boeckh erarbeitete Evangelisch-Lutherische Agende von 1870 (sogenannte Boeckhsche Agende), die die Amtsvollmacht des Einweihenden herausstellte:

„Und wie diese drei Stätten [= Kanzel, Taufstein, Altar], an denen die Mittel der Gnade gespendet werden, so weihe ich auch alles Andere, was hier zum Dienste Gottes bestimmt ist … weihe dieses ganze Haus kraft meines Amtes und der mir gewordenen Vollmacht (die rechte Hand ausbreitend) im Namen des Vaters und des Sohnes und des heiligen Geistes. Amen.“

Die Boeckhsche Agende wurde vor allem in Bayern, aber auch darüber hinaus rezipiert.

## Agende IV von 1952

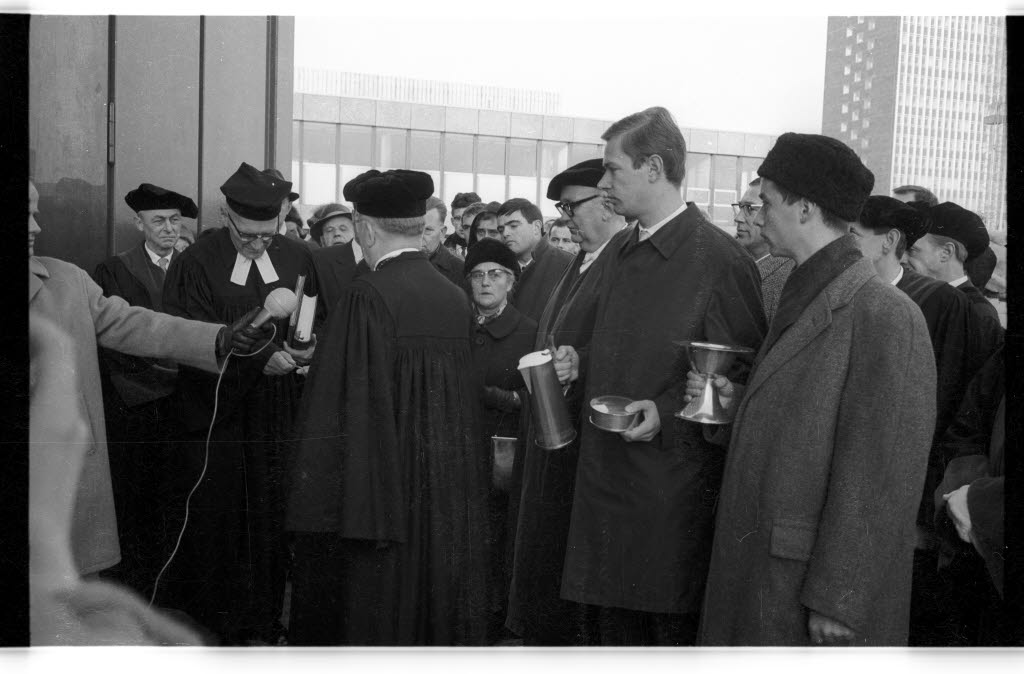
Schlüsselübergabe durch Bischof Reinhard Wester vor der Einweihung der Kieler Universitätskirche; Kirchenvorsteher mit liturgischen Geräten (1965)

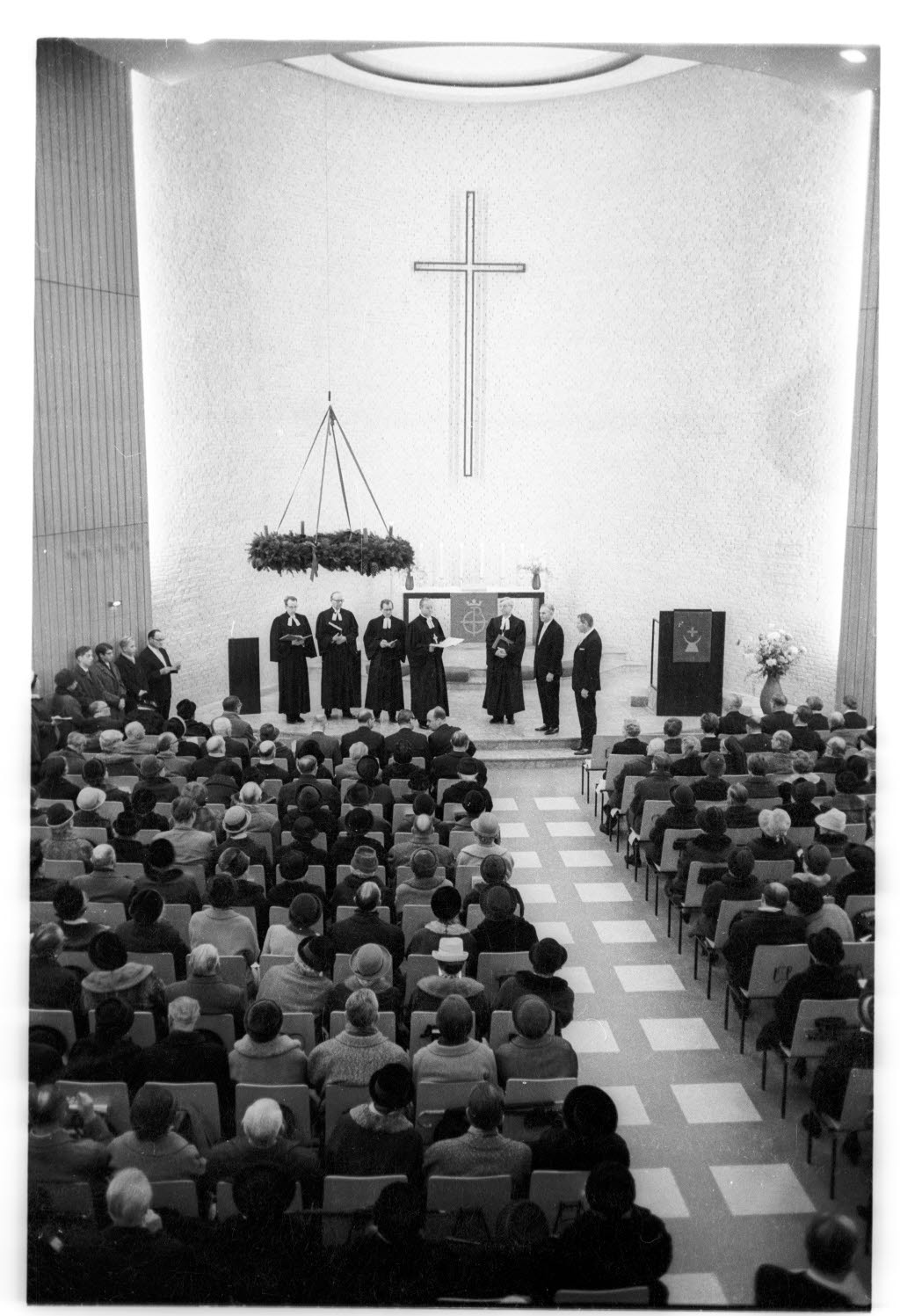
Bischof Hübner (vor dem Altar, mit Brustkreuz) weiht die Osterkirche am Westring, Kiel (1966)

Die 1856 in Dresden angenommenen Grundsätze (Kirchweihe als dedicatio) liegen auch der VELKD-Agende IV von 1952 zugrunde. Vorarbeiten fanden ab 1936 in den liturgischen Kommissionen der Landeskirchen von Bayern, Hannover und Württemberg statt (sogenannter Lutherischer Pakt). Sie gingen in eine kriegsbedingt ohne Jahr, wohl 1941, erschienene Agende zu Grundsteinlegung und Weihe einer Kirche ein, die von den drei Landeskirchen in Gebrauch genommen wurde. Nachdem 1949 die VELKD gegründet worden war, befassten sich einerseits ihr liturgischer Ausschuss, andererseits die Lutherische Liturgische Konferenz Deutschlands (welche die lutherischen Gemeinden in den Unionskirchen einbezog) mit der Ausarbeitung der Agende IV. Die endgültige Form wurde auf der Bischofskonferenz der VELKD in München am 13. Februar 1951 angenommen und erschien 1952 im Druck. An dieser Endfassung der Texte hatte Christhard Mahrenholz maßgeblichen Anteil.
Hatte das Begleitwort zur Agende IV von 1952 den Gebrauch des Begriffs „Weihe“ damit begründet, dass dieser auch im profanen Bereich, z. B. bei der Fahnenweihe, verwendet werde, so wandte sich Karl Bernhard Ritter dagegen, nun gerade die profane Begriffsentleerung zur Begründung für evangelische Weihehandlungen heranzuziehen. Im Gegenteil hält er das Verständnis der Weihe als consecratio für sinnvoll und argumentiert: „Wenn es denn keine Weihe im Sinne einer consecratio gibt, wie ist es dann zu rechtfertigen, daß dieser Begriff für den Vollzug des Sakraments, und zwar ausschließlich des Altarsakraments, unbedenklich angewandt wird? … Ist es möglich, eine solche Isolierung des Altarsakraments in einer das sakramentale Handeln und Sein der Kirche sonst verneinenden Haltung durchzuhalten?“

### Agende IV von 1987
Die Revision der Kirchweih-Agende der Nachkriegszeit begann 1976 mit verschiedenen Entwürfen, auf die 1983 die Vorlage der seit 1987 gültigen Agende IV folgte. Diese Vorarbeiten in den 1980er Jahren zeigten: Dem Liturgischen Ausschuss war klar, dass unter lutherischen Amtsträgern ein unterschiedliches Verständnis von „Weihe“ bestand. Er bot zwei Formulierungen zur Auswahl an, um die Akzeptanz der Agende zu vergrößern. „Die eine läßt die Weihe als durch die Formel mit trinitarischem Votum geschehend verstanden werden, die andere begreift die ganze gottesdienstliche Handlung als Weihe, die durch die Formel nur bestätigt wird.“ Andreas Graßmann bezeichnet die Kirchweihe nach Agende IV (1987) als „analog zur dedicatio ecclesiae der katholischen Liturgie, im Sinne einer expliziten Übergabe des Kirchbaus für den liturgischen Gebrauch“.
Die Agende IV der VELKD erfasst im dritten Hauptteil „Einweihungshandlungen“ die Weihe von Kirchen, die Weihe von gottesdienstlichen Geräten und Gegenständen sowie die Einweihung kirchlicher und sonstiger Gebäude.

### Grundsteinlegung einer Kirche
Die Grundsteinlegung einer Kirche wird in der Regel vom Ortspfarrer in einem Gemeindegottesdienst vorgenommen. Dazu sind Repräsentanten der Kirchenleitung, des öffentlichen Lebens und der am Bau beteiligten Handwerker eingeladen. Nach Psalmgebet und biblischen Lesungen wird eine Urkunde verlesen, in eine Kassette gelegt und die daraufhin verschlossene Kassette zugemauert. Nach einem Vaterunser folgen die traditionellen drei Hammerschläge. Die Feier schließt mit Gebet und Segen.

### Weihe einer Kirche
Die Weihe einer neuen oder erheblich umgebauten Kirche erfolgt durch den Bischof bzw. die Bischöfin oder deren Beauftragte. Der Ablauf richtet sich nach den örtlichen Gegebenheiten und hat idealerweise eine dreiteilige Struktur.
1. Feier an der bisherigen Gottesdienststätte
Der erste Teil ist ein Gottesdienst oder eine Andacht unter Leitung des Ortspfarrers an der bisherigen Gottesdienststätte. Sie endet mit einem Gebet und folgendem Votum des Geistlichen: „So spricht der Herr: Ihr sollt in Freuden ausziehen und in Frieden geleitet werden. Der Herr behüte deinen Ausgang und Eingang von nun an bis in Ewigkeit.“ Beim folgenden Lied der Gemeinde werden die Altarkerzen gelöscht. Küster und Kirchenvorsteher nehmen nun die Gegenstände in Empfang, die in die neue Kirche mitgenommen werden sollen. Die Paramente werden von Altar, Kanzel und Taufstein abgenommen.
2. Schlüsselübergabe
Der zweite Teil findet vor der Tür der neuen Kirche statt. Der Architekt übergibt dem Ortspfarrer den Schlüssel der neuen Kirche, der ihn wiederum an den Küster weitergibt. Der Küster schließt die Kirchentür „im Namen Jesu“ auf. Nach einem Votum von Bischof oder Pfarrer zieht die Gemeinde in die Kirche ein.
3. Gottesdienst zur Weihe der neuen Kirche
Für die Weihe der neuen Kirche stehen drei Formen zur Verfügung. Nach Form A werden nach dem Einzug der Gemeinde in den Kirchenraum Altar, Kanzel und Taufstein mit ihren Paramenten und Geräten geschmückt und abschließend die Altarkerzen entzündet. Daraufhin tritt der Bischof vor die Gemeinde. Einleitend zitiert er 1 Tim 4,5 . Für die folgende biblische Lesung besteht die Wahl zwischen 1 Kön 8,22–30 , Jes 66,1–2 , Offb 21,1–5  und Lk 19,1–10 . Hier folgt das Vaterunser und das Einweihungsgebet des Bischofs, alternativ ein Gebet, das von den Kirchenvorstehern im Wechsel gesprochen wird. Der Bischof spricht eine Widmung: „Wir haben nun Gottes Wort gehört und zu ihm gebetet. So sei nun diese … N.-Kirche dem Dienst Gottes geweiht.“ Alternativ wird in der bischöflichen Widmung die vorausgegangene Schriftlesung und das Gebet der Gemeinde als der Akt bezeichnet, durch den die neue Kirche dem Dienst Gottes geweiht (oder: in den Dienst Gottes gestellt) wurde. Es folgt ein festlicher Abendmahlsgottesdienst.
Bei Form B („Entfaltete Form der Weihe zu Beginn des Gottesdienstes“) wird die Kirche nach dem Einzug von Gemeindegliedern geschmückt. Es folgen das Votum des Bischofs, die biblische Lesung und das Vaterunser übereinstimmend mit Form A. Das anschließende Einweihungsgebet des Bischofs enthält die Formulierung: „Halte fern von dieser N.-Kirche die Macht des Bösen und laß alle, die hier beten, deine Liebe erfahren.“ Nacheinander werden nun Altar, Kanzel, Taufstein, Orgel und Glocken geweiht. Beim Altar ist der Ablauf folgendermaßen: Der Altar wird mit Altarparamenten, liturgischem Gerät und Agende versehen, abschließend die Kerzen entzündet. Der Bischof weiht ihn daraufhin mit folgenden Worten: „Dieser Altar sei dem Dienst Gottes geweiht / in den Dienst Gottes gestellt. Er soll der Gemeinde als Tisch für das heilige Abendmahl dienen und Stätte des Gebets und des Segens sein.“ Als Bibelwort wird 1 Kor 10,16–17  oder Ps 43,3–4  verlesen und ein Gebet gesprochen. Ähnlich erfolgt die Weihe der Kanzel (Kanzelparament, Bibel) und des Taufsteins (Taufschale, Taufkanne). Nach der Orgelweihe erklingt die Orgel zum ersten Mal. Bei der Glockenweihe wird jede Glocke „mit ihrem Namen, ihrer Bestimmung und ihrer Inschrift genannt und kurz angeläutet“. 
Dann folgen die Widmung der Kirche wie bei Form A und die Fortsetzung als festlicher Abendmahlsgottesdienst.
Nach Form C schließlich, die als Feier nach Abschluss einer Kirchenrenovierung empfohlen wird, ist die Feier des ganzen Hauptgottesdienstes der Vollzug der Weihe. Nach dem Abendmahl folgen die Widmung der Kirche durch den Bischof, ein festliches Te Deum, Entlassung und Segen.

## Gemeinsame Agende IV/3 der UEK und der VELKD
Ab September 2017 befassten sich die liturgischen Ausschüsse von UEK und VELKD gemeinsam mit Vorarbeiten für eine neue Agende Einweihungshandlungen. „Dabei hat sich gezeigt, dass Begriffe wie Weihe, Einweihung, Indienstnahme und Segen/Segnung weiterer Schärfung und eines präzisen Gebrauchs bedürfen.“
Das Präsidium der UEK und die Kirchenleitung der VELKD gaben im Juli 2021 einen Entwurf der neuen Agende IV/3 Einweihung – Widmung – Entwidmung zur Erprobung frei. Dieser wird Ende November 2021 den Gliedkirchen zur Verfügung gestellt; das Stellungnahmeverfahren lief bis August 2023.

## Andere lutherische Gliedkirchen der EKD
Die Württembergische Landeskirche hat sowohl in der UEK als auch in der VELKD Gaststatus. Ihre Liturgische Kommission erstellte eine Arbeitshilfe Segnen (2001), die unter anderem gottesdienstliche Handlungen anlässlich der Einweihung von Gebäuden und der Ingebrauchnahme von Gegenständen thematisiert. Die Einweihung oder Wiedereinweihung einer Kirche erfolgt demnach durch den ersten Gottesdienst, der nach der normalen Gottesdienstordnung in diesem Gebäude gefeiert wird. Beim Einzug von Liturgen, Kirchengemeinderat und Gemeinde werden Altarbibel, Altarkreuz, Abendmahls- und Taufgeräte sowie Kerzen mitgeführt. Mesner und Kirchengemeinderat versehen Altar, Kanzel und Taufstein mit ihren Paramenten und liturgischen Geräten. Abschließend werden die Kerzen entzündet. Der Eingangsteil des Gottesdienstes enthält ein Gebet, das Gott für den Abschluss der Bauarbeiten dankt und ihn um seinen Segen für die Menschen, die in diese Kirche kommen, bittet.